# Антемюк, Анатолий Дмитриевич
Анатолий Дмитриевич Антемюк (укр. Анатолій Дмитрович Антемюк; 31 мая 1979, Жмеринка, Винницкая область, Украинская ССР, СССР — 9 мая 2007, Киев, Украина) — украинский предприниматель, политик и государственный деятель. Народный депутат Верховной рады Украины V созыва от Партии регионов в 2006—2007 годах. Погиб в автокатастрофе.

## Биография
Анатолий Антемюк родился 31 мая 1979 года в городе Жмеринка Винницкой области. Его старшим братом был Виктор Антемюк (род. 1963) — бизнесмен и народный депутат Верховной рады Украины IV созыва (2002—2006).
В 1996 году, когда ему было 17 лет, начал работать менеджером в компании «Автокомфорт». В том же году поступил в Черновицкий национальный университет имени Юрия Федьковича, который окончил в 2001 году, получив специальность «филолог, преподаватель немецкого языка и литературы, учитель английского языка». После окончания вуза работал в концерне «Укртраст» на должности вице-президента. В начале 2004 года возглавил предприятие «Винавто», в июле того же года стал генеральным директором компании «Автокомфорт», спустя год — руководителем предприятия «Герос». С сентября 2005 года занимал должность президента благотворительного фонда своего брата «Доверие». К началу 2006 года был членом Партии регионов.
На парламентских выборах 2006 года баллотировался под № 122 списка Партии регионов и был избран народным депутатом Верховной рады Украины V созыва. Согласно данным украинского интернет-издания Gazeta.ua он попал в список кандидатов при содействии своего старшего брата. Депутатская каденция Анатолия Антемюка началась 25 мая 2006 года. В первый день своей каденции он вошёл в состав фракции Партии регионов. 18 июля был включён в комитет Верховной рады по иностранным делам. Кроме того, был сопредседателем группы по межпарламентским связям с Германией и членом групп по межпарламентским связям с Великобританией, Канадой, США и Швейцарией.

### Гибель
9 мая 2007 года в 1 час 35 минут ночи в Киеве на перекрестке проспекта Юрия Гагарина и Карельского переулка автомобиль марки «Mercedes-Benz», за рулём которого ехал Антемюк, наехал на бордюр, покинув проезжую часть, и врезался в столб, вследствие чего перевернулся. Из четырёх людей, находившихся в машине, двое — Антемюк и девушка-пассажир — погибли, ещё одна девушка получила травмы и была госпитализирована в реанимацию.
10 мая в клинической больнице «Феофания» состоялась гражданская панихида по Антемюку, на которой присутствовали депутаты от фракции Партии регионов, в том числе Раиса Богатырёва, Анна Герман и Тарас Черновол, а также руководство Верховной рады Украины — председатель Александр Мороз и его первый заместитель Адам Мартынюк, генеральный прокурор Украины Святослав Пискун. Свои соболезнования передал премьер-министр Украины Виктор Янукович.
Похороны народного депутата состоялись 11 мая в Жмеринке. В день похорон во время утреннего заседания Верховной рады Украины коллеги Антемюка почтили его память минутой молчания. Спустя неделю после похорон Антемюка на его место в Верховной раде был назначен Александр Касянюк.

## Личная жизнь
Был женат на Татьяне Васильевне (род. 1979). Воспитывал двух дочерей — Карину (род. 2000) и Кристину (род. 2003).